# Jumièges
 Jumièges  es una población y comuna francesa, en la región de Normandía, departamento de Sena Marítimo, en el distrito de Ruan y cantón de Duclair.

## Demografía
| 1694 | 1850 | 1862 | 1955 | 1847 | 1711 | 1678 | 1674 | 1765 | 1670 | 1602 | 1618 | 1073 | 1084 | 1015 | 1026 | 1027 | 1020 | 995 | 1012 | 928 | 872 | 847 | 867 | 880 | 1078 | 1088 | 1214 | 1305 | 1474 | 1634 | 1641 | 1714 | 1715 | 1715 | 1718 | 1719 | 1736 | 1753 | 1769 | 1767 | 1778 |
| Para los censos de 1962 a 1999 la población legal corresponde a la población sin duplicidades (Fuente: INSEE [Consultar]) |      |      |      |      |      |      |      |      |      |      |      |      |      |      |      |      |      |     |      |     |     |     |     |     |      |      |      |      |      |      |      |      |      |      |      |      |      |      |      |      |      |